# Nagyoroszi
Nagyoroszi è un comune dell'Ungheria di 2.206 abitanti (dati 2001). È situato nella contea di Nógrád.